# ريوجي هارا
ريوجي هارا (باليابانية: 原隆二) مواليد 10 يوليو 1990 في اليابان، هو ملاكم محترف ياباني بدأ مسيرته الاحترافية سنة 2010 حيث انتصر في نزاله الأول.

## المسيرة الاحترافية
من نزالاته:
- خسر أمام كاتسوناري تاكاياما بالضربة الفنية القاضية (27-09-2015).

## إحصائيات
خاض خلال مسيرته 22 نزالا، فاز في 20 ولم يتعادل وخسر في 2. فاز بالضربة القاضية في 12 نزالا.

## روابط خارجية
- ريوجي هارا على موقع بوكس ريك (الإنجليزية) (registration required)